# Interjuli
interjuli war eine wissenschaftliche Zeitschrift zur Kinder- und Jugendliteratur und zur Kinder- und Jugendliteraturforschung. Sie soll international und interdisziplinär arbeiten und versammelt Artikel von Wissenschaftlern aus verschiedenen Forschungsbereichen und Fachgebieten. Jede Ausgabe ist einem Schwerpunktthema gewidmet, dem die meisten Artikel zugeordnet sind.

## Geschichte
interjuli wurde im August 2008 von Absolventinnen der Johannes Gutenberg-Universität Mainz gegründet. Die erste Ausgabe der Zeitschrift, in der sich u. a. ein Beitrag von Gudrun Marci-Boehncke findet, erschien im Januar 2009 noch unter dem Titel juli – Zeitschrift zur Kinder- und Jugendliteraturforschung. Kurz darauf wurde der Titel in interjuli – Internationale Kinder- und Jugendliteratur geändert. Dem halbjährlichen Publikationsmodus folgend erschien die zweite Ausgabe zum Thema Ideologie im August 2009. Seitdem sind Ausgaben zum Thema Kinder- und Jugendliteratur der DDR (Januar 2010), Regionalität in der KJL (August 2010), Übersetzen von KJL (Januar 2011), Migration in der Kinderliteratur (Juli 2011), Natur und Umwelt (Januar 2012) und Familie (Juli 2012) erschienen. Die Winterausgabe 2013 wird sich mit dem Thema Alter und Tod befassen. Seit der Winterausgabe 2012 ist interjuli peer-reviewed, seit Juli 2012 ist sie auch am Institut für Populäre Kulturen an der Universität Zürich angesiedelt. Die Zeitschrift erschien bis 2017.

## Hintergrund
Die Zeitschrift soll nicht nur eine Plattform für renommierte Wissenschaftler sein, sondern auch Neulingen im Fachbereich Publikationsmöglichkeiten bieten. Die Beiträge der Zeitschrift sind gegen eine Gebühr auch online erhältlich.